# جعل عمیق

یک مثال از جعل عمیق: تصویر چهره بازیگری به نام امی آدامز در تصویر اصلی (سمت چپ) طوری تغییر داده شده‌است که صورت او مشابه نیکولاس کیج (تصویر سمت راست) دیده شود.

دیپ فیک یا  جعل عمیق، ترکیبی از کلمه‌های «یادگیری عمیق» و «جعلی»، یک تکنیک برای ترکیب تصویر انسان مبتنی بر هوش مصنوعی است. جعل عمیق تصاویر و فیلم‌های موجود را بر روی تصاویر یا فیلم‌های منبع قرار می‌دهد و از یک تکنیک یادگیری ماشین به نام «شبکه‌های زایای دشمنگونه» (GAN) استفاده می‌کند. ویدیوی جعلی، ترکیب فیلم‌های موجود و منبع است که فرد یا افرادی را درحال انجام یک کار در موقعیتی نشان می‌دهد که هرگز در واقعیت اتفاق نیفتاده است.
برای مثال چنین فیلم‌های تقلبی‌ای می‌تواند فرد را در حال انجام اقدامات جنسی نشان دهد که هرگز در آن شرکت نکرده‌است یا می‌تواند برای تغییر کلمات یا حرکات یک سیاستمدار مورد استفاده قرار گیرد تا به نظر برسد آن فرد چیزی را گفته که هرگز به زبان نیاورده‌است. به دلیل این قابلیت‌ها، جعل عمیق می‌تواند برای ایجاد فیلم‌های پورن افراد مشهور، پورن انتقامی، اخبار جعلی و کلاهبرداری‌های مخرب استفاده شود.

## تاریخ
دستکاری عکس در قرن نوزدهم توسعه یافت و به زودی در تصاویر متحرک اعمال شد. فناوری به‌طور پیوسته در طول قرن بیستم بهبود یافت و با ظهور ویدیوهای دیجیتال سریعتر شد.
فناوری دیپ‌فیک توسط محققان در موسسات دانشگاهی از دهه ۱۹۹۰ و بعداً توسط آماتورها در جوامع آنلاین توسعه یافته‌است. اخیراً این روش‌ها توسط صنعت پذیرفته شده‌است.

## پورنوگرافی
در سال ۲۰۱۷ پورنوگرافی توسط جعل عمیق در اینترنت و به ویژه در ردیت، نمایان شد و سپس سایت‌هایی مثل ردیت، توئیتر و پورن‌هاب آن را ممنوع کردند. در پاییز ۲۰۱۷ یک کاربر ناشناس ردیت تحت نام مستعار "Deepfakes" چندین فیلم پورن را در اینترنت منتشر کرد. اولین فیلمی که جلب توجه کرد، جعل عمیقی برای دیزی ریدلی بود. این فیلم یکی از شناخته شده‌ترین فیلم‌های جعل عمیق و بخش اصلی چندین مقاله بود. جعل عمیق همچنین بازیگر فیلم زن شگفت‌انگیز، گل گدوت، را در حال داشتن رابطه جنسی با برادر نانتی اش، به جای اما واتسون، کیتی پری، تیلور سوئیفت یا اسکارلت جوهانسون شبیه‌سازی کرد. مدتی بعد نادرستی این صحنه‌های غیر واقعی -که توسط هوش مصنوعی ایجاد شده بودند- افشا شد.
با گذشت زمان، انجمن Reddit بسیاری از اشکالات را در فیلم‌های جعلی برطرف کرد و این موضوع باعث شد که تشخیص محتوای تقلبی از اصلی سخت شود. عکس‌ها و فیلم‌های غیر پورنوگرافیک بازیگران، که به صورت آنلاین به راحتی در دسترس هستند، به عنوان داده‌های آموزشی در نرم‌افزار استفاده شد. پدیده جعل عمیق برای اولین بار در دسامبر ۲۰۱۷ در بخش فنی و علمی مجله Vice گزارش و در نهایت به صورت گسترده در سایر رسانه‌ها نیز منتشر شد.
در دسامبر ۲۰۱۸، اسکارلت جوهانسون، به عنوان شخص تکرار شونده در جعل عمیق، به‌طور عمومی در مورد موضوعی در روزنامه The Washington Post صحبت کرد. او در یک بیانیه آماده، در مورد این پدیده ابراز نگرانی کرد و گفت اینترنت، کرمچاله ای عظیم از تاریکی است که خودش را می‌خورد. با این حال، او اظهار کرد که برای حذف هیچ‌یک از جعل عمیق‌هایش تلاشی نمی‌کند چون معتقد است که آن‌ها بر روی تصویر عمومی او تأثیری نمی‌گذارند و هم چنین وجود قوانین مختلف در کشورهای مختلف و ماهیت فرهنگ اینترنت هر گونه تلاش برای حذف جعل عمیق را تبدیل به حرکتی شکست خورده می‌کند؛ او معتقد است که تا زمانی که افراد مشهور مانند خودش توسط شهرتشان محافظت می‌شوند، جعل عمیق تهدیدی جدی برای زنان برجسته است زیرا ممکن است آن‌ها با فریب خوردن در پورنوگرافی ناخواسته یا پورن انتقامی به شهرت خود صدمه بزنند.
در انگلستان تولیدکنندگان مواد جعل عمیق ممکن است برای آزار و شکنجه تحت پیگرد قانونی قرار گیرند اما درخواست‌هایی برای تبدیل جعل عمیق به یک جرم ویژه وجود دارد؛ در ایالات متحده، جایی که اتهاماتی مانند سرقت هویت، کمین اینترنتی و پورن انتقامی مورد انتقاد قرار گرفته شده‌است، مفهوم یک قانون جامع تر نیز مورد استفاده قرار گرفته‌است. افراد مشهور هدف اصلی چنین فیلم‌های جعلی جنسی هستند، اما برخی دیگر نیز تحت تأثیر قرار می‌گیرند.

## تحقیقات دانشگاهی
تحقیقات آکادمیک مربوط به دیپ‌فیک‌ها بین حوزه بینایی کامپیوتر، زیرشاخه‌ای از علوم کامپیوتر، تقسیم می‌شود که تکنیک‌هایی را برای ایجاد و شناسایی دیپ‌فیک‌ها توسعه می‌دهد، و رویکردهای علوم انسانی و علوم اجتماعی که پیامدهای اجتماعی، اخلاقی و زیبایی‌شناختی دیپ‌فیک را مطالعه می‌کنند.

### تحقیقات علوم کامپیوتر در مورد دیپ فیک
یک پروژه برجسته اولیه، برنامه Video Rewrite بود که در سال ۱۹۹۷ منتشر شد، که تصاویر ویدئویی موجود از صحبت کردن شخصی را تغییر داد تا آن شخص را در حال بیان کلمات موجود در یک آهنگ صوتی دیگر به تصویر بکشد. این اولین سیستمی بود که این نوع بازسازی چهره را کاملاً خودکار انجام داد و این کار را با استفاده از تکنیک‌های یادگیری ماشینی انجام داد تا بین صداهای تولید شده توسط سوژه ویدیو و شکل صورت سوژه ارتباط برقرار کند.
پروژه‌های دانشگاهی معاصر بر ایجاد ویدیوهای واقعی تر و بهبود تکنیک‌ها متمرکز شده‌اند. برنامه "Synthesizing Obama" که در سال ۲۰۱۷ منتشر شد، فیلم ویدئویی باراک اوباما، رئیس‌جمهور سابق آمریکا را تغییر می‌دهد تا او را در حال بیان کلمات موجود در یک قطعه صوتی جداگانه به تصویر بکشد. این پروژه به عنوان یک پروژه تحقیقاتی‌ای که از تکنیک فوتورئالیستی خود برای تولید کردن اشکال دهان از صدا استفاده می‌کند، شمرده می‌شد. برنامه Face2Face که در سال ۲۰۱۶ منتشر شد، فیلم‌های ویدئویی از چهره یک فرد را به گونه ای تغییر می‌دهد که آنها را در حال تقلید از حالات چهره شخص دیگری در زمان واقعی به تصویر بکشد. این پروژه، به عنوان پروژه‌ای که اولین بار این روش را برای بازنمایی حالات چهره در زمان واقعی با استفاده از دوربینی که عمق را ثبت نمی‌کند، شمرده می‌شود و این امکان را برای انجام این تکنیک با استفاده از دوربین‌های رایج مصرف‌کننده فراهم می‌کند.
در اوت ۲۰۱۸، محققان دانشگاه کالیفرنیا، برکلی مقاله‌ای را منتشر کردند که در آن یک برنامه رقص تقلبی را معرفی کردند که می‌تواند تصوری از توانایی رقصیدن استادانه با استفاده از هوش مصنوعی ایجاد کند. این پروژه کاربرد دیپ فیک را در کل بدن گسترش می‌دهد. کارهای قبلی روی سر یا قسمت‌هایی از صورت متمرکز شده بود.
محققان همچنین نشان داده‌اند که دیپ فیک در حال گسترش به حوزه‌های دیگری مانند دستکاری تصاویر پزشکی است. در این کار، نشان داده شد که چگونه یک مهاجم می‌تواند به‌طور خودکار سرطان ریه را در سی تی اسکن سه بعدی بیمار اضافه یا حذف کند. نتیجه آنقدر قانع کننده بود که سه رادیولوژیست و یک هوش مصنوعی-پیشرفته تشخیص-سرطان-ریه را فریب داد. برای نشان دادن تهدید، نویسندگان با موفقیت در آزمایش نفوذ کلاه سفید، حمله به بیمارستان را انجام دادند.

## سیاست
جعل عمیق برای بد جلوه دادن سیاستمداران مشهور در پورتال‌های ویدیویی یا چت روم‌ها استفاده می‌شود. برای مثال، چهرهٔ رئیس‌جمهور آرژانتین مائوریسیو ماکری با چهرهٔ آدولف هیتلر و چهرهٔ آنجلا مرکل با دونالد ترامپ جایگزین شد. در آوریل ۲۰۱۸، جردن پیل و جونا پرتی جعل عمیقی درست کردند که در آن از باراک اوباما به عنوان یک آگهی خدمات عمومی دربارهٔ خطر جعل عمیق استفاده شده بود. در ماه ژانویه سال ۲۰۱۹، KCPQ جعل عمیقی از ترامپ، در طول سخنرانی اش منتشر کرد که در حال تمسخر ظاهر و رنگ پوستش بود.

## نرم‌افزار جعل عمیق
در ژانویه ۲۰۱۸ یک برنامه دسکتاپ به نام FakeApp راه اندازی شد. این برنامه به کاربران اجازه می‌دهد تا به آسانی فیلم‌ها را با چهره‌هایی مختلف ایجاد کرده و به اشتراک بگذارند. این برنامه از یک شبکه عصبی مصنوعی، قدرت پردازنده گرافیکی و سه تا چهار گیگابایت فضای ذخیره‌سازی برای تولید ویدیو جعلی استفاده می‌کند. برای اطلاعات دقیق، برنامه نیاز به مقدار زیادی مواد بصری از فرد نیاز دارد تا بفهمد که کدام جنبه‌های تصویر، با استفاده از الگوریتم یادگیری عمیق و توالی ویدئوها و عکس‌ها، باید تغییر کند.

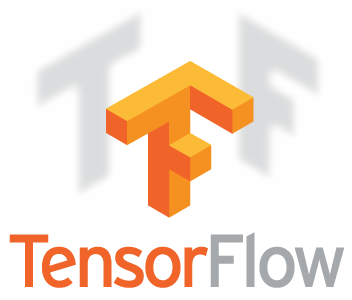
TensorFlow frame work

این نرم‌افزار از فریم ورک تنسورفلو گوگل استفاده می‌کند که برای برنامه DeepDream هم مورد استفاده قرار گرفته بود. در اوت ۲۰۱۸، محققان دانشگاه کالیفرنیا برکلی مقاله ای را برای معرفی یک برنامه رقص جعلی منتشر کردند که می‌تواند با استفاده از هوش مصنوعی یک کودک را با یک رقصنده متخصص جایگزین کند.

## جعل عمیق در داستان
پدیده جعل عمیق و پورنوگرافی افراد مشهور در رمان Epiphany Jones توسط مایکل گروثوس مورد بررسی قرار گرفته‌است. این رمان یک تریلر ادبی، طنز اجتماعی و کمدی تاریک دربارهٔ عقده‌های روحی همراه با رابطه جنسی، شهرت و اینترنت است. این رمان به بررسی موارد زیر می‌پردازد: رابطه ناخواسته معتاد پورنوگرافی با یک زن را که فکر می‌کند می‌تواند با خدا صحبت کند و درگیر شدن با کاسبان جنسی که به نخبگان هالیوود خدمت می‌کنند. شخصیت اصلی داستان، جری درزن، از اعتیاد به پورنوگرافی جعلی افراد مشهور رنج می‌برد. جعلهای افراد مشهور خاص در این رمان ذکر شده که عبارتند از ناتالی پورتمن، اسکارلت جوهانسون، هالی بری، آنجلینا جولی، کیت بکینزیل و عروسک‌های Pussycat. علاوه بر این، جعل افراد مشهور فوت شده از جمله جودی گارلند و آدری هپبورن نیز در رمان ذکر شده‌است.

## توسعه

### توسعه تجاری
در ژانویه ۲۰۱۸، یک برنامه دسکتاپ اختصاصی به نام فیک-اپ راه اندازی شد. این برنامه به کاربران این امکان را می‌دهد که به راحتی ویدیوهایی را با چهره‌هایشان که با یکدیگر عوض شده ایجاد و به اشتراک بگذارند. از سال ۲۰۱۹، FakeApp توسط برنامه‌های منبع-بازمانند Faceswap, DeepFaceLab و برنامه‌های مبتنی بر وب مانند DeepfakesWeb.com جایگزین شده‌است.
شرکت‌های بزرگتر شروع به استفاده از دیپ فیک کردند. ویدیوهای آموزشی شرکتی را می‌توان با استفاده از آواتارهای دیپ فیک و صدای آنها ایجاد کرد، برای مثال Synthesia که از فناوری دیپ فیک با آواتارها برای ایجاد ویدیوهای شخصی‌سازی شده استفاده می‌کند. غول اپلیکیشن موبایل Momo اپلیکیشن Zao را ایجاد کرد که به کاربران این امکان را می‌دهد تا چهره خود را با یک عکس روی کلیپ‌های تلویزیونی و فیلم قرار دهند. از سال ۲۰۱۹، شرکت ژاپنی هوش مصنوعی DataGrid یک دیپ فیک تمام-بدن ساخته که می‌تواند یک فرد را از ابتدا ایجاد کند. آنها قصد دارند از اینها برای مد و پوشاک استفاده کنند.

## انتقادات

### سوءاستفاده
Aargauer Zeitung می‌گوید که دستکاری تصاویر و فیلم‌ها با استفاده از هوش مصنوعی می‌تواند تبدیل به یک پدیدهٔ توده ای خطرناک شود. با این حال، جعل تصاویر و فیلم‌ها حتی از ظهور نرم‌افزار ویرایش ویدئو و برنامه‌های ویرایش عکس، قدیمی تر است. در این مورد، واقع گرایی یک جنبه جدید است.
همچنین ممکن است از جعل عمیق برای کلاهبرداریهای هدفمند و پورن انتقامی استفاده شود.

### اثرات بر روی صحت و اعتبار
اثر دیگری از جعل عمیق این است که دیگر مشخص نمی‌شود که محتوا هدفمند است (مانند طنز) یا واقعی است. الکس شامپاندارد، پژوهشگر AI، گفته‌است که همه باید بدانند که امروزه، با چه سرعتی همه چیز با این تکنولوژی خراب می‌شود و اینکه مشکل، فنی نیست بلکه یک مورد است که با اعتماد به اطلاعات و روزنامه‌نگاری حل می‌شود. مشکل اصلی این است که بشریت می‌تواند به دورانی برسد که دیگر نمی‌توان تعیین کرد که آیا رسانه‌های تصویری مطابق با حقیقت هستند یا خیر.

### واکنش اینترنتی
برخی از وبسایتها، مانند Twitter و Gfycat، اعلام کردند که محتوای جعل عمیق را حذف و ناشران آن را مسدود خواهند کرد. قبلاً، پلتفرم چت دیسکورد، یک کانال چت با فیلم‌های پورن جعلی فرد مشهوری را مسدود کرده بود. وب سایت پورنوگرافی، پورن‌هاب، همچنین قصد دارد تا چنین محتوایی را مسدود کند. با این حال، گزارش شده‌است که این سایت ممنوعیت آن را اعمال نکرده‌است. در Reddit، این وضعیت در ابتدا ناواضح باقی ماند تا زمانی که زیرمجموعه آن در ۷ فوریه ۲۰۱۸ به علت نقض غیرقانونی پورنوگرافی غیرداوطلبانه، به حالت تعلیق درآمد. در سپتامبر سال ۲۰۱۸، گوگل تصاویری از پورنوگرافی مصنوعی ناخواسته را به فهرست ممنوعیتش اضافه کرد و به همه اجازه داد تا ممنوعیت نتایج واقعی یا برهنگی‌های جعلی را درخواست کنند.

reddit logo

### تشخیص جعل عمیق
با گذشت زمان و پیشرفت تکنولوژی، تشخیص دیپ فیک هم سخت‌تر خواهد شد. در سال ۲۰۱۸ محققان آمریکایی کشف کردند که چهره‌های دیپ فیک به‌طور عادی پلک نمی‌زنند. تعجبی هم نیست چراکه بیشتر تصاویر افراد در شرایطی است که چشمان آن‌ها باز است و الگوریتم‌ها نمی‌توانند شرایط پلک زدن را یاد بگیرند. چندی نگذشت که این موضوع برطرف شد و دیپ فیک با قابلیت پلک زدن هم ایجاد شد. در ماهیت این بازی، هر زمانی که ضعف فناوری مشخص شود، راه حل آن هم خیلی سریع کشف می‌شود.